# Frederick Jacobi
Pour les articles homonymes, voir Jacobi.
Frederick Jacobi, né le 4 mai 1891 et mort le 24 octobre 1952, est un compositeur et enseignant américain. Ses œuvres comprennent des symphonies, des concertos, de la musique de chambre, des œuvres pour piano solo et pour orgue solo, des lieder et un opéra. 
Il enseigne à la Juilliard School de 1936 à 1950, où ses élèves comprennent Alexei Haieff, Robert Starer et Robert Ward. Parmi les autres étudiants notables figurent Mark Bucci (en) et John Verrall (en). Il a également été directeur de la section américaine de la Société internationale de musique contemporaine et membre fondateur de la Ligue des compositeurs (en). Il est décédé le 24 octobre 1952 à New York d'une insuffisance cardiaque. 

## Biographie

### Jeunesse
Frederick Jacobi est le fils d'un grossiste en vin de San Francisco, Frederick Jacobi Sr., et de Flora Brandenstein (fille du grossiste de tabac Joseph Brandenstein), que Frederick Sr. a épousé en 1876. Durant son enfance, Frederick Jacobi démontre son talent musical en composant de courtes pièces au piano et en jouant à l'oreille des airs de comédies musicales contemporaines. Au cours de ces années, la famille voyage chaque été pour rendre visite à des parents à New York. Le décor de ces promenades en train à travers le pays a ensuite fourni les thèmes d'un certain nombre de ses compositions inspirées de la nature. 

### Formation musicale et carrière
À la mort de Frederick Sr. en 1911, Frederick Jr. hérite du domaine, ce qui lui fournit suffisamment de richesse pour qu'il puisse consacrer tout son gagne-pain à la musique. Dans la vingtaine, Jacobi a étudié la musique et la composition auprès de maîtres tels que Isidor Philipp au Conservatoire de Paris, Rafael Joseffy, Paolo Gallico, Ernest Bloch et Rubin Goldmark à New York et Paul Juon à Berlin. 
De 1913 à 1917, il travaille comme coach vocal et chef assistant au Metropolitan Opera. Le 19 avril 1917, qu'il épouse Irene Schwarcz, une amie de longue date, qui, à l'époque, étudiait le piano au New York Institute of Musical Art (devenu plus tard la Juilliard). Irene Schwarcz allait devenir une pianiste de concert accomplie et jouerait des parties de piano dans de nombreuses performances et enregistrements des œuvres de Jacobi. 
Jacobi s'enrôle dans l'armée peu de temps après avoir épousé Irene Schwarcz, où il sert en tant que joueur de saxophone dans l'Alcatraz Army Band. Il est renvoyé à la vie civile en 1919, date à laquelle il déménage à New York pour être en contact plus étroit avec les compositeurs américains de l'époque. Sa première grande œuvre orchestrale, The Eve of St. Agnes, fait ses débuts l'année suivante à New York. Pendant le reste de sa vie, il publie et interprète de nouvelles œuvres presque chaque année - parfois plusieurs la même année. De grands orchestres américains tels que le New York Philharmonic, le Philadelphia Orchestra et les symphonies de Boston, Chicago et San Francisco ont interprété les compositions orchestrales de Jacobi au cours de sa vie. 
Dans des œuvres de ce qui est devenu la période indienne de Jacobi (fin des années 1920 et début des années 1930), il incorpore des rythmes et d'autres éléments de la musique amérindienne indigène qu'il avait entendu lors de ses voyages à travers le sud-ouest américain. En effet, il passe l'hiver 1927 avec les Navajos et Pueblos du Nouveau-Mexique pour étudier leur musique. En 1942-1944, Jacobi collabore avec le dramaturge et librettiste canadien Herman Voaden pour produire l'opéra The Prodigal Son, qui fait ses débuts à l'American Opera Society of Chicago en mai 1945.

## Héritage
Jacobi est également connu comme un compositeur d'œuvres à thématique judaïque. Son intérêt pour ce genre a commencé avec une commande de 1930 de la Congrégation Emanu-El de la ville de New York pour un service du soir de sabbat. Bien qu'il n'ait pas été instruit religieusement dans son enfance, cette expérience l'a affecté de façon permanente, et par la suite la Bible a influencé toute sa musique, profane et liturgique. Il a appris l'hébreu en autodidacte. Bien que l'œuvre profane de Jacobi ne soit exécutée que rarement aujourd'hui, ses œuvres liturgiques continuent d'être jouées dans les synagogues. 
L'œuvre de Jacobi rejette en grande partie la polytonalité et l'atonalité qui étaient populaires auprès des compositeurs d'avant-garde de son temps. Au lieu de cela, il trouve son influence dans les périodes classique et romantique. Le critique du Baltimore Sun, Florestan Croche, a décrit le style de Jacobi comme ayant « un sens du drame qui est toujours aristocratique, introspectif et personnel, et jamais autorisé à devenir théâtral. Harmoniquement [...] c'est un langage d'un chromatisme extrême, cependant, qui semble toujours être orienté sur le ton. ». Le critique du New York Times, Olin Downes, a décrit l'esthétique de la musique de Jacobi comme « pas tant du 20e que du 19e siècle ». 

## Récompenses et honneurs
Il a reçu les récompenses suivantes :
- Mention honorable au concours Elizabeth Sprague Coolidge, 1924 ;
- Deux fois lauréat du prix de la  Société pour la publication de musique américaine ;
- Médaille David Bispham (en) décernée par la Société américaine d'opéra (en) pour The Prodigal Son.

## Discographie
- RCA Victor Red Seal, M 782, 1-5 (78 tours, fin des années 1930)

Hagiographia : Trois récits bibliques pour quatuor à cordes et piano. Irene Jacobi, piano; avec le Coolidge Quartet : William Kroll, 1er violon; Nicolai Berezowsky, 2e violon; Nicholas Moldavan, alto; Victor Gottlieb, violoncelle
- SPA [Society for Participating Artists] Records 7 Saratoga Springs, NY

Concerto pour violon et orchestre. André Gertler et l'Orchestre de l'Institut National Belge de Radiodiffusion, Franz Andre, chef d'orchestre.
Deux pièces pour flûte et orchestre : Night Piece et Dance. Francis Stoefs, flûte et l'Orchestre de l'Institut National Belge de Radiodiffusion, Franz André, chef d'orchestre.
Concertino pour piano et orchestre à cordes. Irene Jacobi, piano et l'Orchestre de l'Institut National Belge de Radiodiffusion, Franz Andre, chef d'orchestre.
- CRI [Composers Recordings Inc.] 146 (LP)

Balade pour violon et piano. Fredell Lack, violon ; Irene Jacobi, piano
Fantaisie pour alto et piano. Louise Rood, alto ; Irene Jacobi, piano
Quatuor à cordes no 3. Quatuor d'art lyrique : Fredell Lack et George Bennett, violons ; Wayne Crouse, alto ; Marion Davies, violoncelle
- CRI 174 (LP)

Concerto pour violoncelle et orchestre. Guido Vecchi avec des membres de l'Orchestre Phillharmonique d'Oslo, William Strickland, chef d'orchestre.
Hagiographia : Trois récits bibliques pour quatuor à cordes et piano. Irene Jacobi, piano ; avec le Quatuor à cordes Claremont : Mark Gottlieb et Vladimir Weisman, violons ; Scot Nickrenz, alto ; Irving Klein, violoncelle.
- CRI 703 (CD)

Contenu remasterisé numériquement de CRI 146 et CRI 174, à l'exception de Fantasy for Viola and Piano.
- NAXOS AMERICAN CLASSICS: Milken Archive of American Jewish Music (CD)

Concerto pour violoncelle et orchestre. Alban Gerhardt, violoncelle ; Barcelone Symphonie / Orchestre National de Catalogne, Karl Anton Rickenbacher, chef d'orchestre.
Service du soir du sabbat (extraits). Patrick Mason, baryton ; Chœur de l'Académie Saint-Martin dans les Champs, Joseph Cullen, chef d'orchestre.
Hagiographia pour quatuor à cordes et piano. Brian Krinke, violon ; Perrin Yang, violon ; George Taylor, alto ; Stefan Reuss, violoncelle ; Joseph Werner, piano.
Ahavat Olam. Chanteur Robert Bloch ; Chœur cantorial de New York ; Aaron Miller, orgue ; Samuel Adler, chef d'orchestre.
Deux morceaux dans l'humeur du sabbat. Orchestre symphonique de la radio slovaque ; Samuel Adler, chef d'orchestre

## Compositions[3]
- 1915 The Pied Piper, poème symphonique
- 1916 Trois chansons en poèmes par Sarojini Naidu : The Faery Isle of Janjira, Love and Death, In  the Night, pour voix aiguë et piano)
- 1917 A California Suite (pour orchestre)
- 1918 Nocturne, pour quatuor à cordes
- 1918 Psalmodie (partition vocale pour piano)
- 1920 Trois morceaux, pour voix aiguë et piano (paroles de Sarojini Naidu ; Palanquin-Bearers, In a Time of Flowers, From a Latticed Balcony)
- 1920 The Eve of Saint Agnes (Prélude symphonique de 25 min d'après le poème de John Keats)
- 1921 Trois préludes pour violon et piano
- 1921 Morning and Evening at Blue Hill (pour deux violons et un orchestre à cordes avec piano)
- 1921 A Festival Prelude (pour orchestre)
- 1922 Symphonie no 1 (Subtitled Assyrian, 22 min)
- 1922 Trois chansons sur des poèmes de Chaucer (pour voix et piano). Roundel et Ballade sont publiés sous le titre Deux poèmes de Geoffrey Chaucer.
- 1923 Two Assyrian Prayers (partition vocale pour piano)
- 1923 Two Assyrian Prayers (Soprano ou Tenor et orchestre de chambre, 12 min. Texte en français par Rebecca Godchaux. To Ishtar et To Bel-Marduk)
- 1924 Trois préludes pour violon, avec accompagnement orchestral
- 1924 Quatuor à cordes basé sur des thèmes amérindiens (18 min)
- 1925 The Poet in the Desert (d'après le poème de C.E.S. Wood, pour orchestre, chœur et baryton solo)
- 1926 Nocturne (pour flûte et petit orchestre ; 5 min). Deuxième mouvement réécrit de la Symphonie no 1, 1922.
- 1926 Marsyas (pour violon et piano)
- 1927-28 Danses Indiennes (16 ½ min) : Buffalo Dance, Butterfly Dance, War Dance, Corn Dance ; Suite pour orchestre.
- 1930-31 Service du soir du sabbat selon l'Union Prayer Book (Service du vendredi soir, baryton solo/cantor, chœur mixte, a capella ; 20 min)
- 1932 Concerto (Trois Psaumes) pour violoncelle et orchestre (16 min). Réduction pour piano et violoncelle.
- 1933 Quatuor à cordes no 2 (23 min)
- 1933 Six morceaux pour l'orgue de la synagogue. Un morceau publié comme Prélude.
- 1933 Trois préludes pour orgue.
- 1934-35 Concerto pour piano et orchestre (26 min)
- 1934 Morceaux de piano pour enfants (inclus A Lovely Little Movie Actress, Once Upon a Time, A Charming Prince, There Was a Wicked Fairy et Six Caprices). A Lovely Little Movie Actress et Once Upon a Time sont publiés séparément.
- 1936 Scherzo pour flûte, hautbois, clarinette, basson et trompette (5 min) (Scherzo pour instruments à vent)
- 1936-37 Concerto pour violon et orchestre (16 min)
- 1937 Cadenza du Rondo de Mozart pour piano et orchestre (Köchel no 386)
- 1937 Swing Boy (violon et piano)
- 1938 Hagiographa: Three Biblical Narratives pour quatuor à cordes et piano (26 min)
- 1938 Préludes sur des airs traditionnels
- 1939 Ave Rota : (Hail to the Wheel [of Fortune]) Trois œuvres dans de multiples styles pour petit orchestre et piano (The Swing [La Balançoire], The Merman and May-Dance ; écrit pour les anciens élèves de Juilliard). (14 min, idem pour grand orchestre et piano)
- 1939 Dunam Po (A Dunam Here) Arrangement de chansons folkloriques palestiniennes publié dans Hans Nathan, éd. Folk Songs of the New Palestine.
- 194? Variations sur un thème de Moussorgsky (pour violoncelle et piano)
- 1940 Shemesh (basée sur une chanson folklorique palestinienne), violoncelle et piano
- 1940 Rhapsody pour harpe et orchestre à cordes (8 min)
- 1941 Fantasy for Viola and Piano (9 min)
- 1941 Ode for Orchestra (12 min)
- 1941 Cadenza pour le concerto de Mozart pour piano et orchestra en C mineur (Köchel no 491)
- 1941 Night Piece for Flute and Small Orchestra (5 min) (réécriture de Nocturne in Niniveh, 1926)
- 1941 Night Piece and Dance, pour flûte et piano.
- 1942 Ballade for Violin and Piano (11 min)
- 1942 Hymn for Men’s Chorus (texte par Saadia Gaon ; 5 min)
- 1942 From the Prophet Nehemiah: Three Excerpts for Voice and Two Pianos (5, 4 et 6 minutes respectivement)
- 1942-44 The Prodigal Son : Opéra en trois actes basé sur quatre des premières estampes américaines. Texte par Herman Voaden. (Orchestre complet, 2 heure ½).
- 1943 Penelope (arrangement pour alto et piano des Vocalises de 1921)
- 1944 Danses de The Prodigal Son arrangées pour deux pianos, quatre mains  (10 min) [polka, polonaise, valse, tarantelle]
- 1944 Night Piece pour flûte, hautbois, clarinette, quatuor à cordes et piano
- 1944 Music for Monticello (Trio pour flûte, violoncelle et piano, 20 min)
- 1945 String Quartet No. 3 (26 min)
- 1945 Ahavas Olom (Ahavat Olam ; 3 min) (pour ténor solo, voix mixtes et orgue)
- 1945 Kaddish (pour orgue)
- 1945 Toccata (pour orgue)
- 1945 Toccata for piano solo. From Prelude and Toccata.
- 1945 Prelude in E Minor, for piano From Prelude and Toccata.
- 1945 Impressions from the Odyssey (trois morceaux pour violon et piano ; Ulysses, Penelope, The Return)
- 1945 Fantasy Sonata for Piano (9 min)
- 1945 Quatre dances de The Prodigal Son (orchestre, 18 min)
- 1946 Concertino for Piano and String Orchestra (17 min)
- 1946 Kaddish (pour cantor, chœur et orgue)
- 1946 Two Pieces in Sabbath Mood (Kaddish and Oneg Shabbat) (pour orchestre, 2 min et 9 min. Composée à l'origine en deux œuvres distinctes pour orgue seul : Kaddish et Toccata ; retranscrit pour petit orchestre, 1946)
- 1946 Moods (pour piano)
- 1946 Introduction and Toccata, pour piano solo
- 1946 Prelude in E Minor for piano solo
- 1946 Contemplation (sur un poème de William Blake, pour voix mixtes avec accompagnement au piano ; 5 min 30)
- 1946 Toccata (pour orgue)
- 1947 Symphony in C (Symphonie no 2, 21 min)
- 1947 Meditation for Trombone and Piano
- 1947 Suite Fantasque (pour piano)
- 1948 Three Songs to Words by Philip Freneau (pour voix medium et piano). (On the Sleep of Plants [1790], Elegy [1786], Ode to Freedom [1795])
- 1948 Ode to Zion (texte par Jehuda Halevi) pour voix mixtes et deux harpes
- 1948 Two Dances From The Prodigal Son (arrangées pour piano, à quatre mains par le compositeur) [valse, polka]
- 1948 Music Hall: Overture for Orchestra (6 min)
- 1949 Yeibichai (Yébiché) : Variations pour orchestre sur un thème amérindien (9 min)
- 1949? Tuari : Nocturne pour orchestre à cordes (« From the [Lento movement of] the String Quartet on Indian Themes »)
- 1949 Music Hall Suite
- 1949 Fanfare, en mémoire de James Whitcomb Riley : né en 1849, instruments à vent et percussions)
- 1949 Ashrey Haish (arrangement pour voix mixtes et orchestre à cordes d'une chanson sioniste de Mordecai Zaira)
- 1950 Three Quiet Preludes (pour orgue)
- 1950 Ballade Concertante for two pianos
- 1950 Ballade Concertante (Symphonie Concertante) for piano and orchestra
- 1950-51 Sonata for Cello and Piano
- 1951 Two Pieces for Flute and Orchestra : Night Piece et Dance (Nocturne in Nineveh et Dance)
- 1951 Capriccio for Violin and Piano
- 1951 Morceaux au violon (avec piano ; Alpha, Ad Astram, Bärentanz)
- 1951 Night Piece and Dance for Flute and Piano (Nocturne in Niniveh, pour flûte et piano)
- 1951-52 Arvit L’Shabbat (Friday Evening Service No. 2) pour orgue, baryton solo, voix mixtes
- 1952 O May the Words pour orgue et voix mixtes
- 1952 Serenade (version révisée de Ballade/Symphonie Concertante ; arrangement pour deux pianos par le compositeur)
- 1952 Serenade for Piano and Orchestra (Révision de Ballade/Symphonie Concertante)